# Elliot Cowan
Elliot Cowan est un acteur britannique né à Londres le 9 juillet 1976. Il a joué au cinéma (dans Alexandre en 2004) mais surtout à la télévision, en particulier dans les deux épisodes d'Egypt où apparaît Jean-François Champollion et dans Orgueil et Quiproquos (2008) où il tient le rôle de M. Darcy. Il est aussi acteur de théâtre et musicien.

## Biographie
Né en 1976 à Londres, Elliot Cowan est l'ainé d'une famille de trois enfants. Il grandit à Colchester (Essex).
Il fréquente l'« Uppingham School », à Uppingham (Rutland) avant d'entrer à l'université de Birmingham d'où il sort diplômé en Théâtre. De 1994 à 1996, il fréquente le « National Youth Music Theatre (en) » à Londres, apprend la guitare et le violoncelle.
Il a joué dans le Kensington Symphony Orchestra (en).
En 2001, il sort diplômé de la prestigieuse Académie royale d'art dramatique de Londres (RADA).
Il vit à Dalston dans le nord-est de Londres.

## Carrière
Acteur de cinéma et de télévision, il monte aussi sur scène. Il a tenu le rôle de Stanley Kowalski en 2009 dans A Streetcar Named Desire de Tennessee Williams, au Donmar Warehouse, celui de Macbeth au Théâtre du Globe en mai 2010 et plus récemment celui de Lord Goring dans An Ideal Husband d'Oscar Wilde au Vaudeville Theatre (en), de novembre 2010 à février 2011. Il a prêté sa voix à des personnages de jeux vidéo : en 2009 à Ser Perth, Ser Varal et Lothering Templar, dans Dragon Age: Origins, en 2010 à Alec Trevelyan dans GoldenEye 007.

## Filmographie

### Cinéma
- 2004 : Alexandre : Ptolémée
- 2006 : Love (et ses petits désastres) : James Wildstone
- 2007 : Jonathan Toomey : Le miracle de Noël (The Christmas Miracle of Jonathan Toomey) : James McDowell
- 2007 : À la croisée des mondes : La Boussole d'or : le commandant
- 2008 : Be Happy (Happy-Go-Lucky) : le libraire
- 2013 : Hammer of the Gods de Farren Blackburn : Hakan
- 2015 : Howl de Paul Hyett : Adrian
- 2017 : Muse (Musa) de Jaume Balagueró : Samuel Solomon

### Télévision
- 2002 : Ultimate Force : le caporal Jem Poynton
- 2004 : Dirty Filthy Love : Gareth
- 2005 : Egypt (épisodes 5 et 6 : Champollion)
- 2006 : Hercule Poirot (série TV, épisode Le Flux et le Reflux) : David Hunter
- 2007 : The Mark of Cain : le capitaine Worriss
- 2008 : Orgueil et Quiproquos : M. Darcy
- 2008 : In Love with Barbara : 'Sacchie' McCorquodale
- 2009 : Miss Marple (Saison 4, Épisode 3 : Jeux de glaces - VO : They Do It with Mirrors) : Wally Hudd
- 2012 - 2015 : Da Vinci's Demons : Laurent de Médicis
- 2012 : Sinbad : Gunnar
- 2015 : Beowulf : Retour dans les Shieldlands : Abrican
- 2018 - 2019 : Krypton : Daron-Vex
- 2019 : The Spanish Princess :  Henri VII d'Angleterre
- 2019 : Peaky Blinders (saison 5, épisode 1) : Michael Levitt
- 2020 : Meurtres au paradis (Saison 9 , Épisode 1) : Aaron McCormack
- 2021 : Foundation : Lewis Pirenne[4]
- 2022 : The Crown (Saison 5) : Norton Knatchbull[5]